# Grzegorz z Agrigentum
Święty Grzegorz z Agrigentum (ur. 559, zm. 630) – biskup Agrigentum za czasów cesarza Justyniana II (685-711), autor dzieła w 10 księgach pt. Komentarz do Eklezjastesa.  Często bywa utożsamiany z inną postacią o tym samym imieniu, która wspomniana jest w listach Grzegorza Wielkiego. Żywot Grzegorza z Agrigentum napisał Leoncjusz Biograf.